# Reacție Bucherer
Reacția Bucherer este o reacție organică de conversie reversibilă a unui naftol la naftilamină în prezență de amoniac și bisulfit de sodiu.
Reacția este frecvent utilizată în sinteza chimică a precursorilor de coloranți de tipul acizilor amino-naftalensulfonici.
C10H7-2-OH  +  NH3    C10H7-2-NH2  +  H2O